# Associazione Sportiva Sora 2000-2001
Questa voce raccoglie le informazioni riguardanti l'Associazione Sportiva Sora nelle competizioni ufficiali della stagione 2000-2001.

## Rosa
| N. |                   | Ruolo | Calciatore              |
| -- | ----------------- | ----- | ----------------------- |
|    | Italia (bandiera) | P     | Alessio Assogna         |
|    | Italia (bandiera) | C     | Raffaele Battisti       |
|    | Italia (bandiera) | C     | Luca Campanile          |
|    | Italia (bandiera) | A     | Francesco Carnevale     |
|    | Italia (bandiera) | D     | Federico Cavola         |
|    | Italia (bandiera) | D     | Massimiliano Cianfarani |
|    | Italia (bandiera) | D     | Francesco Cirelli       |
|    | Italia (bandiera) | D     | Michele Cunti           |
|    | Italia (bandiera) | C     | Savino Daleno           |
|    | Italia (bandiera) | D     | Stefano Di Fiordo       |
|    | Italia (bandiera) | C     | Ulisse Di Pietro        |

| N. |                   | Ruolo | Calciatore          |
| -- | ----------------- | ----- | ------------------- |
|    | Italia (bandiera) | A     | Francesco Erbini    |
|    | Italia (bandiera) | D     | Paolo Ferretti      |
|    | Italia (bandiera) | A     | Simone Lucchini     |
|    | Italia (bandiera) | C     | Mattia Manzatti     |
|    | Italia (bandiera) | C     | Cristian Mortari    |
|    | Italia (bandiera) | A     | Francesco Pistolesi |
|    | Italia (bandiera) | C     | Daniele Quadrini    |
|    | Italia (bandiera) | P     | Pantaleo Roca       |
|    | Italia (bandiera) | A     | Francesco Semplice  |
|    | Italia (bandiera) | D     | Ernesto Terra       |